# Identity Crisis (álbum de Thrice)
Identity Crisis es el álbum debut de la banda de rock estadounidense Thrice, lanzado originalmente a través de Green Flag Records en 2000 y después reeditado en 2001 a través de Sub City, subsidiaria de Hopeless Records. El álbum mezcla hardcore, metal y punk.

## Lista de canciones
1. "Identity Crisis" – 2:58
2. "Phoenix Ignition" – 3:31
3. "In Your Hands" – 2:47
4. "To What End" – 3:04
5. "Ultra Blue" – 3:02
6. "As the Ruin Falls" – 2:04
7. "The Next Day" – 0:57
8. "A Torch to End All Torches" – 4:10
9. "Unquestioned Answers" – 4:23
10. "Under Par" – 4:46
11. "T & C" – 4:00

- "Madman" – 3:13 (incluido en el lanzamiento de Green Flag)

## Personal
- Paul Miner - productor, ingeniero, mezclas
- Charley Watts - masterización
- Thrice - productores
- Eddie Breckenridge - bajo, voz
- Riley Breckenridge - batería
- Dustin Kensrue - guitarra, voz
- Teppei Teranishi - guitarra, voz